# Gil Dias
Pour les articles homonymes, voir Dias.
Gil Bastião Dias, né le 28 septembre 1996 à Gafanha da Nazaré (Portugal), est un footballeur portugais évoluant au FC Famalicão.

## Biographie

### En club
Gil Dias a rejoint l'AS Monaco en 2014. Après une saison et demie entre les moins de 19 ans et la réserve, il est prêté pour six mois au Varzim SC avant d'enchaîner avec un nouveau prêt, d'une saison cette fois, à Rio Ave.
En août 2017, il est prêté pour deux saisons en faveur du club de la Fiorentina. Son prêt est résilié au bout de la première saison, à l'issue de laquelle il rejoint Nottingham Forest en prêt avec option d'achat. Il quitte l'Angleterre au bout de six mois pour rejoindre l'Olympiakos FC Le Pirée.
De retour de Grèce, il revient sur le Rocher lors de l'été 2019 pour tenter de s'imposer, ce qu'il ne réussit pas et le contraint à partir pour un sixième prêt en janvier 2020, avec un départ pour le Grenade CF. Encore une fois non conservé, il s'envole pour un septième prêt, à Famalicão.
Le 25 juin 2021, il est transféré au Benfica Lisbonne.

### En sélection
Gil Dias a porté le maillot du Portugal des moins de 18 ans jusqu'au moins de 20 ans entre 2014 et 2016.

## Statistiques
| Saison                | Club                     | Championnat           | Championnat | Championnat | Coupe nationale | Coupe nationale | Coupe de la Ligue | Coupe de la Ligue | Supercoupe | Supercoupe | Compétition(s) continentale(s) | Compétition(s) continentale(s) | Compétition(s) continentale(s) | Total | Total |
| Saison                | Club                     | Division              | M.          | B.          | M.              | B.              | M.                | B.                | M.         | B.         | Comp.                          | M.                             | B.                             | M.    | B.    |
| 2014-2015             | SC Braga B               | Segunda Liga          | 2           | 0           | -               | -               | -                 | -                 | -          | -          | -                              | -                              | -                              | 2     | 0     |
| Sous-total            | Sous-total               | Sous-total            | 2           | 0           | -               | -               | -                 | -                 | -          | -          | -                              | -                              | -                              | 2     | 0     |
| 2015-2016             | Varzim SC (prêt)         | Segunda Liga          | 15          | 6           | -               | -               | -                 | -                 | -          | -          | -                              | -                              | -                              | 15    | 6     |
| 2016-2017             | Rio Ave (prêt)           | Primeira Liga         | 34          | 6           | 1               | 0               | 2                 | 2                 | -          | -          | C3                             | 2                              | 0                              | 39    | 8     |
| 2017-2018             | AS Monaco                | Ligue 1               | 1           | 0           | -               | -               | -                 | -                 | -          | -          | C1                             | -                              | -                              | 1     | 0     |
| 2017-2018             | ACF Fiorentina (prêt)    | Serie A               | 27          | 2           | 1               | 0               | -                 | -                 | -          | -          | -                              | -                              | -                              | 28    | 2     |
| 2018-2019             | Nottingham Forest (prêt) | Championship          | 21          | 0           | -               | -               | 3                 | 1                 | -          | -          | -                              | -                              | -                              | 24    | 1     |
| 2018-2019             | Olympiakos (prêt)        | Super League          | 7           | 0           | 1               | 1               | -                 | -                 | -          | -          | C3                             | 2                              | 1                              | 10    | 2     |
| 2019-2020             | AS Monaco                | Ligue 1               | 14          | 0           | 1               | 0               | 1                 | 0                 | -          | -          | -                              | -                              | -                              | 16    | 0     |
| 2019-2020             | Grenade CF (prêt)        | Liga                  | 12          | 0           | 1               | 0               | -                 | -                 | -          | -          | -                              | -                              | -                              | 13    | 0     |
| 2020-2021             | FC Famalicão (prêt)      | Primeira Liga         | 31          | 0           | 2               | 2               | -                 | -                 | -          | -          | -                              | -                              | -                              | 33    | 2     |
| Sous-total            | Sous-total               | Sous-total            | 162         | 14          | 7               | 3               | 6                 | 3                 | -          | -          | -                              | 4                              | 1                              | 179   | 21    |
| 2021-2022             | SL Benfica               | Primeira Liga         | 1           | 0           | -               | -               | -                 | -                 | -          | -          | C1                             | 1                              | 0                              | 2     | 0     |
| Sous-total            | Sous-total               | Sous-total            | 1           | 0           | -               | -               | -                 | -                 | -          | -          | -                              | 1                              | 0                              | 2     | 0     |
| Total sur la carrière | Total sur la carrière    | Total sur la carrière | 165         | 14          | 7               | 3               | 6                 | 3                 | -          | -          | -                              | 5                              | 1                              | 183   | 21    |